# Список Героев Социалистического Труда (Малай — Манякин)
Эта страница является частью списка Героев Социалистического Труда и перечисляет в алфавитном порядке лиц, удостоенных звания Героя Социалистического Труда, чьи фамилии начинаются с буквы «М», от Малай до Манякин.
- Список не включает дважды и трижды Героев Социалистического Труда, а также лиц, лишённых этого звания.
- Список содержит информацию о датах жизни, роде деятельности и дате присвоения звания Героя.
- Герои, удостоенные звания посмертно, выделены в списке  серым цветом .
- Герои, сменившие фамилию после присвоения звания, приводятся в списках дважды, при этом строка с новой фамилией выделяется  бежевым цветом  и не имеет номера.

## Список людей, фамилии которых начинаются с «М»
| Навигационная таблица | Навигационная таблица |
| --------------------- | --------------------- |
| «М»                   | Маады — Макушев       |
| «М»                   | Малай — Манякин       |
| «М»                   | Мараев — Маяцкий      |
| «М»                   | Мгеладзе — Мжавия     |
| «М»                   | Мигаев — Мищихин      |
| «М»                   | Мкртычян — Мощенков   |
| «М»                   | Мравинский — Мячин    |

| №          | Фамилия, имя, отчество              | Даты жизни              | Деятельность | Дата присвоения | ГС         |
| ---------- | ----------------------------------- | ----------------------- | --- | --------------- | ---------- |
| 1          | Малай Мария Ивановна                | 1923 — ????             | Звеньевая колхоза «13 лет Октября» Дубоссарского района Молдавской ССР | 09.03.1949      | [ ГС 1 ]   |
| 2          | Малания Соломон Абрамович           | 1912 — 05.1986          | Главный агроном отдела сельского хозяйства Чхороцкуского района Грузинской ССР | 25.11.1950      | [ ГС 2 ]   |
| 3          | Малахевич Владимир Григорьевич      | 05.11.1930 — 22.06.2015 | Бригадир колхоза «Вперёд» Стародубского района Брянской области | 10.03.1976      | [ ГС 3 ]   |
| 4          | Малахов Валентин Николаевич         | 19.07.1932 — 16.08.2018 | Слесарь механосборочных работ Всесоюзного научно-исследовательского института «Альтаир» Министерства судостроительной промышленности СССР, гор. Москва                                                                                                 | 06.06.1985      | [ ГС 4 ]   |
| 5          | Малахов Николай Никитич             | 14.11.1912 — 18.10.1983 | Начальник Дальневосточного морского пароходства Министерства морского флота СССР, Приморский край | 03.08.1960      | [ ГС 5 ]   |
| 6          | Малахова Матрёна Алексеевна         | 1908 — ????             | Звеньевая колхоза имени Ворошилова Каменско-Днепровского района Запорожской области | 16.02.1948      | [ ГС 6 ]   |
| 7          | Малахова Надежда Григорьевна        | 1915 — ????             | Звеньевая колхоза имени Ворошилова Каменско-Днепровского района Запорожской области | 28.02.1949      | [ ГС 7 ]   |
| 8          | Малашенко Иван Никитович            | 27.01.1926 — 1986       | Старший чабан колхоза имени Сталина Кочубеевского района Ставропольского края | 25.12.1959      | [ ГС 8 ]   |
| 9          | Малашихина Татьяна Фёдоровна        | 1932 — 22.05.1980       | Доярка колхоза «Пролетарская воля» Предгорного района Ставропольского края | 06.09.1973      | [ ГС 9 ]   |
| 10         | Малашкевич Елена Петровна           | род. 1937               | Трактористка колхоза «Заря коммунизма» Ровенского района Ровенской области | 24.12.1976      |            |
| 11         | Малашкевич Фома Ефремович           | 06.10.1913 — ????       | Забойщик шахты № 22 имени Кирова треста «Кировуголь» Министерства угольной промышленности Украинской ССР, Ворошиловградская область | 26.04.1957      | [ ГС 10 ]  |
| 12         | Малашков Евгений Борисович          | 17.02.1932 — 28.01.2003 | Звеньевой совхоза «Советский Азербайджан» Голопристанского района Херсонской области | 23.06.1966      | [ ГС 11 ]  |
| 13         | Малая Любовь Трофимовна             | 13.01.1919 — 14.04.2003 | Заведующая кафедрой госпитальной терапии Харьковского медицинского института, академик Академии медицинских наук СССР | 12.01.1979      | [ ГС 12 ]  |
| 14         | Малгаждаров Нургабыл                | 08.03.1929 — 20.02.1993 | Бригадир трактористов колхоза «Приозёрный» Балкашинского района Целиноградской области | 13.12.1972      | [ ГС 13 ]  |
| 15         | Малдыбаев Теберик                   | 1894—1964               | Бригадир колхоза «Берлик-Устем» Чуйского района Джамбулской области | 28.03.1948      | [ ГС 14 ]  |
| 16         | Малёв Иван Амплеевич                | 22.11.1910 — 22.12.1978 | Старший агроном Кузнецкой МТС Кузнецкого района Кемеровской области | 06.03.1948      | [ ГС 15 ]  |
| 17         | Малеваный Прокофий Иосифович        | 1903 — ????             | Бригадир тракторной бригады Поташской МТС Киевской области | 06.05.1948      |            |
| 18         | Малеев Леонид Кузьмич               | 20.07.1938 — 02.02.2010 | Бригадир слесарей-монтажников Костромского монтажного участка треста «Центроэнергомонтаж» Министерства Министерства энергетики и электрификации СССР, Костромская область                                                                              | 03.01.1974      | [ ГС 16 ]  |
| 19         | Малеева Нина Михайловна             | 1917 — ????             | Звеньевая зернового совхоза «Тихорецкий» Министерства совхозов СССР, Тихорецкий район Краснодарского края | 11.02.1949      | [ ГС 17 ]  |
| 20         | Маленков Георгий Максимилианович    | 06.12.1901 — 14.01.1988 | Член Государственного комитета обороны, секретарь ЦК ВКП(б), кандидат в члены Политбюро ЦК ВКП(б), генерал-лейтенант, гор. Москва | 30.09.1943      | [ ГС 18 ]  |
| 21         | Малиев Тимофей Иудович              | 1908 — 04.07.1973       | Старший чабан совхоза «Комиссаровский» Дубовского района Ростовской области | 22.03.1966      | [ ГС 19 ]  |
| 22         | Маликов Абдулла Абдулхакович        | 21.11.1907 — 17.09.1981 | Директор плодоовощеводческого совхоза № 3 Грозненского района Чечено-Ингушской АССР | 30.04.1966      | [ ГС 20 ]  |
| 23         | Маликов Владимир Филиппович         | 13.06.1925 — 26.10.2002 | Механик по испытаниям ОКБ-52 Государственного комитета по авиационной технике СССР, гор. Реутов Московской области | 28.04.1963      | [ ГС 21 ]  |
| 24         | Маликов Махмадходжа                 | 1907 — ????             | Звеньевой колхоза имени Орджоникидзе Сталинабадского района Сталинабадской области | 01.03.1948      |            |
| 25         | Маликова Амина Маликовна            | 13.09.1930 — 07.2020    | Прессовщица Казанского завода штепсельных разъёмов Министерства электронной промышленности СССР, Татарская АССР | 29.07.1966      | [ ГС 22 ]  |
| 26         | Маликова Анна Игнатьевна            | 1913 — ????             | Телятница экспериментальной базы «Украинка» Украинского научно-исследовательского института животноводства, Харьковский район Харьковской области | 10.07.1950      |            |
| 27         | Малимон Иван Иванович               | 1914 — ????             | Управляющий отделением зернового совхоза «Старобельский» Министерства совхозов СССР, Ворошиловградская область | 13.03.1948      | [ ГС 23 ]  |
| 28         | Малин Константин Николаевич         | 18.07.1930 — 13.10.1992 | Кузнец-штамповщик Московского автомобильного завода имени И. А. Лихачёва (производственное объединение ЗИЛ) Министерства автомобильной промышленности СССР, гор. Москва                                                                                | 27.04.1976      | [ ГС 24 ]  |
| 29         | Малина Василий Прокофьевич          | 13.01.1924 — 26.02.1996 | Бригадир сборщиков завода «Прогресс» Министерства общего машиностроения СССР, гор. Куйбышев | 26.07.1966      | [ ГС 25 ]  |
| 30         | Малинаускас Альгирдас Юргио         | род. 1923               | Председатель колхоза «Драугас» Радвилишкского района Литовской ССР | 12.12.1973      |            |
| 31         | Малинин Каллиник Михайлович         | 12.1882 — 17.03.1966    | Главный ветеринарный врач Ухтомского районного отдела сельского хозяйства Московской области | 07.04.1949      | [ ГС 26 ]  |
| 31.000001  | Малинина Людмила Николаевна         | 23.10.1928 — 13.04.1984 | Доярка колхоза «12 Октябрь» Костромского района Костромской области | 26.08.1953      | [ ГС 27 ]  |
| 32         | Малинкин Алексей Михайлович         | 23.03.1912 — ????       | Слесарь-наладчик Московского электролампового завода Московского городского совнархоза | 10.09.1957      | [ ГС 28 ]  |
| 33         | Малиновский Борис Анатольевич       | 1909 — 31.08.1981       | Директор Иркутской областной сельскохозяйственной опытной станции | 23.06.1966      | [ ГС 29 ]  |
| 34         | Малиновский Георгий Николаевич      | 14.04.1923 — 14.09.2001 | Начальник Главного управления эксплуатации ракетного вооружения — заместитель Главнокомандующего Ракетными войсками стратегического назначения СССР по эксплуатации, генерал-полковник, гор. Москва                                                    | 15.02.1979      | [ ГС 30 ]  |
| 35         | Малиновский Иван Степанович         | 05.03.1909 — 25.08.2007 | Машинист турбин Минской ТЭЦ № 3 Совнархоза Белорусской ССР | 20.09.1962      | [ ГС 31 ]  |
| 36         | Малиновский Михаил Сергеевич        | 04.10.1880 — 04.05.1976 | Консультант Института акушерства и гинекологии Академии медицинских наук СССР, академик АМН СССР, гор. Москва | 06.01.1971      | [ ГС 32 ]  |
| 37         | Малиновский Николай Никодимович     | 01.01.1921 — 24.01.2018 | Главный хирург Четвёртого Главного управления Министерства здравоохранения СССР, академик Академии медицинских наук СССР, гор. Москва | 31.12.1980      | [ ГС 33 ]  |
| 38         | Малицкий Казимир Антонович          | 20.08.1934 — 18.03.2004 | Дояр колхоза имени Фрунзе Нежинского района Черниговской области | 06.09.1973      | [ ГС 34 ]  |
| 39         | Малицкий Чеслав Иосифович           | 28.04.1933 — 10.09.1992 | Авиационный техник-бригадир Читинского объединённого авиационного отряда Восточно-Сибирского управления гражданской авиации Министерства гражданской авиации СССР                                                                                      | 09.02.1973      | [ ГС 35 ]  |
| 40         | Маличенко Иван Федосеевич           | род. 28.05.1932         | Звеньевой совхоза «Каланчакский» Каланчакского района Херсонской области | 24.12.1976      |            |
| 41         | Малков Леонид Михайлович            | 13.11.1925 — 15.04.1998 | Председатель колхоза «Сущёвский» Костромского района Костромской области | 08.04.1971      | [ ГС 36 ]  |
| 42         | Малков Николай Иванович             | 24.03.1923 — 05.09.2001 | Бригадир колхоза «К новым победам» Шегарского района Томской области | 23.06.1966      | [ ГС 37 ]  |
| 43         | Малмейстер Александр Кристапович    | 18.12.1911 — 12.12.1996 | Директор Института механики полимеров Академии наук Латвийской ССР, академик Академии наук СССР, президент АН Латвийской ССР, гор. Рига | 13.03.1969      | [ ГС 38 ]  |
| 44         | Маложиленко Анна Карповна           | 15.01.1902 — 11.03.1986 | Звеньевая Артёмовского свеклосовхоза Министерства пищевой промышленности СССР, Чутовский район Полтавской области | 30.04.1948      | [ ГС 39 ]  |
| 45         | Малолеткова Татьяна Михайловна      | 12.01.1914 — 20.05.1997 | Доярка совхоза «Канаш» Шенталинского района Куйбышевской области | 21.11.1958      | [ ГС 40 ]  |
| 46         | Малофеев Павел Родионович           | 31.12.1910 — 29.10.1983 | Директор Уралмашзавода имени С. Орджоникидзе Министерства тяжёлого, транспортного и энергетического машиностроения СССР, гор. Свердловск | 09.07.1966      | [ ГС 41 ]  |
| 47         | Малофеева Анастасия Васильевна      | 04.03.1915 — 13.07.1999 | Звеньевая колхоза «Искра Ильича» Клинского района Московской области | 30.04.1951      | [ ГС 42 ]  |
| 48         | Малтабар Павел Игнатьевич           | 26.03.1908 — 13.08.1977 | Начальник Кировского строительного управления комбината «Карагандашахтострой» Министерства строительства предприятий угольной промышленности СССР, Карагандинская область                                                                              | 26.04.1957      | [ ГС 43 ]  |
| 49         | Малтеков Арын                       | 1896—1956               | Звеньевой колхоза имени XVIII партсъезда района имени 28 гвардейцев Талды-Курганской области | 28.03.1948      | [ ГС 44 ]  |
| 50         | Малушкова Зоя Александровна         | 21.12.1927 — 24.02.2005 | Доярка совхоза «Паласс» Ленинабадского района Таджикской ССР | 22.03.1966      | [ ГС 45 ]  |
| 51         | Малыгин Семён Лукич                 | 08.11.1925 — 18.01.2008 | Буровой мастер Мегионской нефтеразведочной экспедиции Главного Тюменского производственного геологического управления Министерства геологии РСФСР, Ханты-Мансийский национальный округ                                                                 | 20.04.1971      | [ ГС 46 ]  |
| 52         | Малый Михаил Александрович          | род. 03.11.1931         | Токарь Черноморского судостроительного завода Министерства судостроительной промышленности СССР, гор. Николаев | 16.01.1974      | [ ГС 47 ]  |
| 53         | Малый Николай Александрович         | 1914 — ????             | Комбайнёр Большевистской МТС Ташлинского района Чкаловской области | 14.05.1951      | [ ГС 48 ]  |
| 54         | Малых Владимир Александрович        | 20.01.1923 — 24.07.1973 | Заместитель директора по научной работе Обнинского физико-энергетического института Министерства среднего машиностроения СССР, Калужская область | 29.07.1966      | [ ГС 49 ]  |
| 55         | Малых Геля Николаевна               | 20.04.1939 — 21.06.2017 | Наладчица производственного объединения «Ижмаш» Министерства оборонной промышленности СССР, Удмуртская АССР | 30.08.1982      | [ ГС 50 ]  |
| 56         | Малыхин Василий Михайлович          | род. 20.08.1935         | Наладчик Волжского автомобильного завода имени 50-летия СССР Министерства автомобильной промышленности СССР, Куйбышевская область | 29.12.1973      | [ ГС 51 ]  |
| 57         | Малыхин Михаил Михайлович           | 13.09.1938 — 22.04.2015 | Бригадир комплексной бригады строительного управления № 49 треста «Красноярскалюминстрой» Министерства строительства предприятий тяжёлой индустрии СССР                                                                                                | 08.01.1974      | [ ГС 52 ]  |
| 58         | Малышев Александр Георгиевич        | 01.05.1919 — 04.06.1991 | Заведующий фермой колхоза «Горшиха» Ярославского района Ярославской области | 11.06.1949      | [ ГС 53 ]  |
| 59         | Малышев Алексей Александрович       | 02.07.1938 — 05.02.2020 | Бригадир проходчиков строительно-монтажного управления № 15 Управления строительства Ленинградского метрополитена Министерства транспортного строительства СССР                                                                                        | 08.06.1983      | [ ГС 54 ]  |
| 60         | Малышев Валентин Иванович           | 06.06.1925 — 01.04.1992 | Рабочий предприятия Министерства оборонной промышленности СССР, гор. Москва | 03.06.1980      |            |
| 61         | Малышев Василий Тимофеевич          | 1925—1976               | Бригадир каменщиков треста «Сибэнергострой» Министерства строительства электростанций СССР, Красноярский край | 20.09.1962      | [ ГС 55 ]  |
| 62         | Малышев Вячеслав Александрович      | 16.12.1902 — 20.02.1957 | Заместитель Председателя Совета Народных Комиссаров СССР, Народный Комиссар танковой промышленности СССР, генерал-лейтенант инженерно-танковой службы, гор. Москва                                                                                     | 05.08.1944      | [ ГС 56 ]  |
| 63         | Малышев Иван Николаевич             | 30.04.1920 — 25.11.2000 | Варщик целлюлозы Окуловского целлюлозно-бумажного комбината Министерства лесной, целлюлозно-бумажной и деревообрабатывающей промышленности СССР, Новгородская область                                                                                  | 17.09.1966      | [ ГС 57 ]  |
| 64         | Малышев Илья Филиппович             | 08.10.1925 — 29.01.1986 | Машинист экскаватора строительно-монтажного управления № 9 Крымканалстроя Министерства мелиорации и водного хозяйства Украинской ССР, Крымская область                                                                                                 | 08.04.1971      | [ ГС 58 ]  |
| 65         | Малышев Николай Александрович       | 06.12.1911 — 13.03.2005 | Главный инженер проекта Куйбышевской гидроэлектростанции Всесоюзного проектно-изыскательского и научно-исследовательского института «Гидропроект» имени С. Я. Жука, гор. Москва                                                                        | 09.08.1958      | [ ГС 59 ]  |
| 66         | Малышева Клавдия Филипповна         | 02.07.1936 — 28.12.2021 | Птичница племенного птицезавода «Красный ключ» Нижнекамского района Татарской АССР | 22.03.1966      | [ ГС 60 ]  |
| 67         | Малышева Мария Михайловна           | 1915 — ????             | Рабочая учебно-опытного хозяйства «Эшери» Грузинского сельскохозяйственного института имени Л. П. Берия, гор. Тбилиси | 09.03.1951      |            |
| 68         | Малышкин Василий Васильевич         | 15.04.1923 — 25.12.1992 | Первый секретарь Талицкого райкома КПСС, Свердловская область | 13.03.1981      | [ ГС 61 ]  |
| 69         | Малышко Виктор Антонович            | 10.08.1936 — 28.01.2009 | Тракторист-машинист колхоза «Октябрь» Ляховичского района Брестской области | 08.04.1971      | [ ГС 62 ]  |
| 70         | Мальгина Мария Степановна           | 09.06.1919 — 12.07.1950 | Звеньевая колхоза имени Ленина Грязнухинского района Алтайского края | 20.05.1949      | [ ГС 63 ]  |
| 71         | Мальков Александр Антонович         | 1918 — ????             | Бригадир колхоза «Память Чкалова» Мариинского района Кемеровской области | 16.05.1949      | [ ГС 64 ]  |
| 72         | Мальков Владимир Михайлович         | род. 23.03.1939         | Слесарь Западной водопроводной станции треста «Мосводопровод» управления водопроводно-канализационного хозяйства исполкома Московского городского Совета народных депутатов                                                                            | 16.01.1981      |            |
| 73         | Мальков Григорий Дмитриевич         | 1896 — ????             | Председатель колхоза «Память Чкалова» Мариинского района Кемеровской области | 16.05.1949      | [ ГС 65 ]  |
| 74         | Мальман Мария Юрьевна               | 30.03.1908 — 15.12.2005 | Доярка совхоза «Удева» Пайдеского района Эстонской ССР | 01.03.1958      | [ ГС 66 ]  |
| 75         | Мальнев Николай Дмитриевич          | 09.05.1926 — 16.08.2012 | Бригадир наладчиков Камского объединения по производству большегрузных автомобилей Министерства автомобильной промышленности СССР, Татарская АССР | 14.09.1981      | [ ГС 67 ]  |
| 76         | Мальский Анатолий Яковлевич         | 16.07.1909 — 17.02.1989 | Директор завода «Электрохимприбор» Министерства среднего машиностроения СССР, гор. Свердловск-45 Свердловской области | 29.08.1969      | [ ГС 68 ]  |
| 77         | Мальцев Андрей Григорьевич          | 1904 — ????             | Звеньевой колхоза имени Куйбышева Кировского района Восточно-Казахстанской области | 20.05.1949      | [ ГС 69 ]  |
| 78         | Мальцев Василий Иванович            | 1918—1967               | Комбайнёр Константиновской МТС Министерства хлопководства СССР, Петровский район Ставропольского края | 30.07.1952      | [ ГС 70 ]  |
| 79         | Мальцев Владимир Фёдорович          | 09.01.1935 — 21.07.2012 | Старший оператор Оренбургского газоперерабатывающего завода объединения «Оренбурггазпром» Министерства газовой промышленности СССР | 16.05.1980      | [ ГС 71 ]  |
| 80         | Мальцев Георгий Николаевич          | 04.05.1928 — 30.10.2002 | Машинист экскаватора Уральского асбестового горно-обогатительного комбината имени 50-летия СССР Министерства промышленности строительных материалов СССР, Свердловская область                                                                         | 08.01.1974      | [ ГС 72 ]  |
| 81         | Мальцев Иннокентий Иванович         | 05.11.1929 — 11.04.2014 | Строгальщик Московского станкостроительного завода «Красный пролетарий» имени А. И. Ефремова Московского станкостроительного производственного объединения «Красный пролетарий» Министерства станкостроительной и инструментальной промышленности СССР | 16.01.1981      | [ ГС 73 ]  |
| 82         | Мальцев Михаил Митрофанович         | 23.11.1904 — 25.04.1982 | Директор Акционерного общества «Висмут», генерал-майор | 29.10.1949      | [ ГС 74 ]  |
| 83         | Мальцев Николай Алексеевич          | 10.03.1928 — 02.12.2001 | Начальник объединения «Пермнефть» Министерства нефтяной промышленности СССР, Пермская область | 30.03.1971      | [ ГС 75 ]  |
| 83.000002  | Мальцева Ефросинья Сергеевна        | 01.07.1912 — 20.02.2005 | Свинарка свиноводческого совхоза имени М. Горького Министерства совхозов СССР, Кавказский район Краснодарского края | 17.05.1951      | [ ГС 76 ]  |
| 84         | Мальцева Анастасия Тимофеевна       | 08.05.1942 — 18.06.2023 | Крутильщица Барнаульского производственного объединения «Химволокно» имени Ленинского комсомола Министерства химической промышленности СССР, Алтайский край                                                                                            | 05.06.1985      | [ ГС 77 ]  |
| 85         | Мальцева Евдокия Фёдоровна          | 08.03.1917 — 09.01.1992 | Учительница средней школы № 12 гор. Орехово-Зуево Московской области | 01.07.1968      | [ ГС 78 ]  |
| 86         | Мальцева Зоя Георгиевна             | 1912 — 07.1989          | Председатель исполкома Пестравского районного Совета депутатов трудящихся Куйбышевской области | 21.11.1958      | [ ГС 79 ]  |
| 87         | Малюгин Николай Павлович            | 30.10.1913 — 04.10.1974 | Звеньевой колхоза «Красный Октябрь» Вожгальского района Кировской области | 17.03.1948      | [ ГС 80 ]  |
| 88         | Малюк Николай Мефодьевич            | 22.05.1928 — 26.10.2007 | Бригадир колхоза имени Ленина Ярмолинецкого района Хмельницкой области | 23.06.1966      | [ ГС 81 ]  |
| 89         | Малявкин Григорий Леонтьевич        | 09.03.1913 — 02.05.1983 | Начальник участка шахты имени Калинина комбината «Кузбассуголь» Министерства угольной промышленности восточных районов СССР, Кемеровская область | 28.08.1948      | [ ГС 82 ]  |
| 90         | Малякин Иван Игнатьевич             | 20.04.1915 — 16.11.1974 | Капитан малого рыболовного сейнера колхоза имени Кирова Елизовского района Камчатской области | 02.03.1957      | [ ГС 83 ]  |
| 91         | Малярчик Евдокия Матвеевна          | 1926 — ????             | Звеньевая колхоза Будённого Черневецкого района Винницкой области | 16.02.1948      | [ ГС 84 ]  |
| 92         | Мамадалиев Базарбай                 | 1911 — ????             | Председатель исполкома Пахтаабадского районного Совета депутатов трудящихся Андижанской области | 11.01.1957      | [ ГС 85 ]  |
| 93         | Мамадалиев Мадамин                  | 1912 — ????             | Бригадир бетонщиков Голодностепского управления треста «Узбекгидроэнергострой» Министерства строительства Узбекской ССР, Ташкентская область | 09.08.1958      | [ ГС 86 ]  |
| 94         | Мамаджанов Абдусаид                 | 1906 — ????             | Звеньевой колхоза имени Тельмана Сталинабадского района Сталинабадской области | 01.03.1948      |            |
| 95         | Мамаджанов Ибрагим                  | род. 1934               | Штукатур строительного управления № 30 Ленинабадского строительного треста, Таджикская ССР | 11.08.1966      |            |
| 96         | Мамаджанов Юлдаш                    | 1900 — ????             | Звеньевой колхоза имени Фрунзе Ахунбабаевского района Ферганской области | 03.11.1951      |            |
| 97         | Мамадиев Джавмир                    | 1930 — ????             | Бригадир совхоза «Искра» Гагаринского района Сурхандарьинской области | 20.02.1978      | [ ГС 87 ]  |
| 98         | Мамаев Иван Игнатьевич              | 04.09.1923 — 28.03.1997 | Заместитель директора Украинского научно-исследовательского института орошаемого садоводства, директор опытного хозяйства «Мелитопольское» Мелитопольского района Запорожской области                                                                  | 07.06.1990      | [ ГС 88 ]  |
| 99         | Мамаева Дина Кузьмовна              | 28.05.1930 — 09.03.1982 | Аппаратчица завода «Прогресс» Министерства оборонной промышленности СССР, гор. Кемерово | 28.07.1966      | [ ГС 89 ]  |
| 99.000003  | Мамаева Екатерина Филипповна        | 12.02.1924 — 08.01.2012 | Звеньевая колхоза имени Чкалова Ключевского района Алтайского края | 04.03.1948      | [ ГС 90 ]  |
| 100        | Мамазакиров Мирзаякуб               | 1921 — ????             | Звеньевой хлопкового совхоза Дальверзин № 2 Министерства совхозов СССР, Бекабадский район Ташкентской области | 13.07.1950      | [ ГС 91 ]  |
| 101        | Мамаиашвили Николай Петрович        | 18.02.1902 — ????       | Председатель колхоза села Земо-Мачхаани Цителцкаройского района Грузинской ССР | 02.04.1966      | [ ГС 92 ]  |
| 102        | Мамай Анна Александровна            | 28.01.1921 — 16.01.1987 | Доярка совхоза «Дружба» Вологодского района Вологодской области | 22.03.1966      | [ ГС 93 ]  |
| 103        | Мамай Николай Яковлевич             | 07.02.1926 — 06.06.1989 | Бригадир забойщиков шахты № 2 Северная треста «Краснодонуголь» Министерства угольной промышленности Украинской ССР, Ворошиловградская область | 26.04.1957      | [ ГС 94 ]  |
| 104        | Маманазаров Турсункул               | род. 1931               | Звеньевой колхоза имени Димитрова Нижне-Чирчикского района Ташкентской области | 22.05.1951      |            |
| 105        | Маманов Исмагул                     | 1896 — ????             | Заведующий конефермой колхоза «Тумалы-Куль» Челкарского района Актюбинской области | 23.07.1948      | [ ГС 95 ]  |
| 106        | Маманов Тиляв                       | 1914 — ????             | Бригадир полеводческой бригады колхоза имени Тараса Шевченко Сыр-Дарьинского района Ташкентской области | 11.01.1957      | [ ГС 96 ]  |
| 107        | Мамарасулов Абдураим                | 1908 — ????             | Прессовщик Андижанского масложиркомбината Министерства пищевой промышленности Узбекской ССР | 21.07.1966      |            |
| 108        | Мамарасулов Сабыткул                | 1911 — 25.05.1975       | Звеньевой колхоза имени Ленина Сузакского района Джалал-Абадской области | 26.03.1948      | [ ГС 97 ]  |
| 109        | Мамасалиев Холдар                   | 11.1908 — 16.10.1976    | Звеньевой колхоза имени Сталина Ленинского района Джалал-Абадской области | 26.03.1948      | [ ГС 98 ]  |
| 110        | Мамасахлиси Валерьян Несторович     | 1928 — ????             | Колхозник колхоза села Дихашхо Ванского района Грузинской ССР | 02.04.1966      | [ ГС 99 ]  |
| 111        | Маматалиев Ахмаджан                 | 1908 — ????             | Звеньевой колхоза имени Сталина Андижанского района Андижанской области | 13.06.1950      | [ ГС 100 ] |
| 112        | Мамателашвили Давид Георгиевич      | 1895 — ????             | Бригадир колхоза имени Калинина Гурджаанского района Грузинской ССР | 05.09.1950      |            |
| 113        | Маматкадыров Найни                  | 1925 — 07.04.1984       | Бригадир совхоза «Савай» Кургантепинского района Андижанской области | 25.12.1976      | [ ГС 101 ] |
| 114        | Маматкулов Абдулла                  | 1920 — ????             | Шофёр Андижанской автоколонны Министерства автомобильного транспорта и шоссейных дорог Узбекской ССР | 05.10.1966      |            |
| 115        | Маматкулов Ашур                     | 1887 — 19.05.1971       | Старший чабан колхоза «Кзыл-Юлдуз» Шаартузского района Сталинабадской области | 15.09.1948      |            |
| 116        | Маматкулов Мустафа                  | 1906 — ????             | Звеньевой колхоза «Дехкан» Ургутского района Самаркандской области | 12.07.1950      | [ ГС 102 ] |
| 117        | Маматов Абдусалам                   | 15.11.1916 — ????       | Председатель исполкома Чинабадского районного Совета депутатов трудящихся Андижанской области | 11.01.1957      | [ ГС 103 ] |
| 118        | Маматов Ибрагим                     | 1888 — ????             | Звеньевой колхоза имени Карла Маркса Регарского района Сталинабадской области | 02.06.1948      |            |
| 119        | Маматов Карабай                     | 1911 — ????             | Звеньевой колхоза «Большевик» Кагановичабадского района Сталинабадской области | 01.03.1948      |            |
| 120        | Маматов Панджи                      | 1920 — ????             | Бригадир полеводческой бригады колхоза «Ленин учкуни» Яккабагского района Кашка-Дарьинской области | 11.01.1957      | [ ГС 104 ] |
| 121        | Маматурдыев Аширали                 | 16.05.1899 — 1985       | Звеньевой колхоза «Кызыл-Шарк» Карасуйского района Ошской области | 20.03.1951      | [ ГС 105 ] |
| 122        | Мамбеков Жуматай                    | 1892 — ????             | Старший табунщик колхоза «Коммуна» Туркестанского района Южно-Казахстанской области | 23.07.1948      | [ ГС 106 ] |
| 123        | Мамбетакунов Орозакун               | 05.10.1940 — 14.08.2024 | Старший чабан совхоза имени 50-летия СССР Ат-Башинского района Нарынской области | 06.09.1973      | [ ГС 107 ] |
| 124        | Мамбеталиев Асан                    | 16.04.1924 — 1989       | Шофёр Рыбачинского отделения «Автовнештранс», Киргизская ССР | 04.05.1971      | [ ГС 108 ] |
| 125        | Мамбеталиев Жумажан                 | 1883 — 26.09.1948       | Старший чабан колхоза имени Калинина Денгизского района Гурьевской области | 23.07.1948      | [ ГС 109 ] |
| 126        | Мамбеталиев Кокобай                 | 10.01.1913 — 16.06.1976 | Учитель Тала-Булакской восьмилетней школы Кочкорского района Киргизской ССР | 01.07.1968      | [ ГС 110 ] |
| 127        | Мамбетов Абдибек                    | 1896—1978               | Старший чабан колхоза «Жанабирлик» Иргизского района Актюбинской области | 07.10.1949      | [ ГС 111 ] |
| 128        | Мамбетов Мырзабек                   | 17.08.1929 — 14.02.2005 | Чабан совхоза «40 лет Октября» Таласского района Киргизской ССР | 10.03.1976      | [ ГС 112 ] |
| 129        | Мамбетов Оралбай                    | род. 1940               | Старший чабан совхоза «Коммунизм» Канимехского района Бухарской области | 22.03.1966      | [ ГС 113 ] |
| 130        | Мамед-Заде Мамед Ибрагим оглы       | 1914 — ????             | Заведующий отделом сельского хозяйства Масаллинского района Азербайджанской ССР | 01.07.1949      |            |
| 131        | Мамедалиев Асад Ибрагим оглы        | 1922—1990               | Бригадир электролизников Сумгаитского алюминиевого завода Министерства цветной металлургии СССР, Азербайджанская ССР | 20.05.1966      | [ ГС 114 ] |
| 132        | Мамедгасанов Имамверди Кялби оглы   | 25.10.1925 — 04.09.1999 | Звеньевой колхоза «Новый путь» Чуйского района Джамбулской области | 28.03.1948      | [ ГС 115 ] |
| 133        | Мамедов Аббас Али Мамед оглы        | 1895 — ????             | Звеньевой виноградарского совхоза «Азербайджан» Министерства пищевой промышленности СССР, Азербайджанская ССР | 04.09.1950      |            |
| 134        | Мамедов Аббас Заман оглы            | 24.03.1916 — 01.01.1976 | Буровой мастер Дашкесанской геологоразведочной экспедиции Управления Совета Министров Азербайджанской ССР по геологии | 04.07.1966      |            |
| 135        | Мамедов Абдулла Махамед оглы        | 10.03.1905 — 08.03.2001 | Звеньевой колхоза имени Сабира Норашенского района Нахичеванской АССР | 30.01.1951      |            |
| 136        | Мамедов Али Джалил оглы             | 1898—1968               | Председатель колхоза имени Берия Нахичеванского района Нахичеванской АССР | 24.06.1949      |            |
| 137        | Мамедов Аллахверди Кулу оглы        | 1898 — 21.08.1974       | Звеньевой колхоза имени Клары Цеткин Шамхорского района Азербайджанской ССР | 08.08.1950      |            |
| 138        | Мамедов Амир Байрам оглы            | 13.01.1907 — ????       | Бригадир колхоза имени Тельмана Зангеланского района Азербайджанской ССР | 10.03.1948      |            |
| 139        | Мамедов Арастун Сурхай оглы         | 10.09.1922 — 06.04.2015 | Бригадир колхоза имени Тельмана Пушкинского района Азербайджанской ССР | 12.12.1973      | [ ГС 116 ] |
| 140        | Мамедов Бахтияр Мамед Рза оглы      | 18.10.1925 — 1989       | Начальник нефтепромыслового управления «Гюргяннефть» Министерства нефтяной промышленности Азербайджанской ССР | 19.03.1959      |            |
| 141        | Мамедов Боюкхан Абыш оглы           | род. 01.07.1933         | Бригадир совхоза имени Рухуллы Ахундова Джалилабадского района Азербайджанской ССР | 23.02.1981      |            |
| 142        | Мамедов Гамид Джафар оглы           | 03.05.1923 — 21.05.1997 | Звеньевой колхоза имени Азизбекова Норашенского района Нахичеванской АССР | 14.03.1949      |            |
| 143        | Мамедов Гасан Мамед Гусейн оглы     | 05.06.1912 — 18.06.1985 | Звеньевой колхоза имени Багирова Норашенского района Нахичеванской АССР | 14.03.1949      |            |
| 144        | Мамедов Гуммат Муса оглы            | род. 25.05.1928         | Бригадир проходчиков строительно-монтажного управления № 3 Бактоннельстроя Министерства транспортного строительства СССР, гор. Баку Азербайджанской ССР                                                                                                | 07.05.1971      | [ ГС 117 ] |
| 145        | Мамедов Гусейн Абдулла оглы         | 15.05.1906 — 31.05.1972 | Заведующий овцеводческой фермой колхоза имени Берия Нахичеванского района Нахичеванской АССР | 24.06.1949      |            |
| 146        | Мамедов Гусейн Курбан оглы          | 01.11.1900 — 24.11.1970 | Секретарь Ахсуинского райкома Компартии (большевиков) Азербайджана | 10.03.1948      |            |
| 147        | Мамедов Гусейн Таги оглы            | 11.01.1910 — ????       | Дорожный мастер Кировабадской дистанции пути Азербайджанской железной дороги, Азербайджанская ССР | 01.08.1959      | [ ГС 118 ] |
| 148        | Мамедов Джалил Фарзали оглы         | 12.01.1910 — 20.06.1953 | Секретарь Масаллинского районного комитета Компартии (большевиков) Азербайджана | 01.07.1949      |            |
| 149        | Мамедов Джумакулы                   | 1913 — 18.02.1981       | Председатель колхоза «Правда» Ходжамбасского района Чарджоуской области | 08.04.1971      | [ ГС 119 ] |
| 150        | Мамедов Дуниямалы Ахмед Али оглы    | 01.07.1900 — 12.06.1983 | Председатель колхоза имени Багирова Астрахан-Базарского района Азербайджанской ССР | 10.03.1948      | [ ГС 120 ] |
| 151        | Мамедов Зият Искендер оглы          | 1911 — ????             | Председатель Зангеланского райисполкома Азербайджанской ССР | 10.03.1948      |            |
| 152        | Мамедов Ибрагим Мамед Гусейн оглы   | 12.03.1918 — ????       | Бригадир колхоза «Красный Октябрь» Сафаралиевского района Азербайджанской ССР | 10.03.1948      |            |
| 153        | Мамедов Имаш Бабакиши оглы          | 10.05.1908 — 03.08.1977 | Секретарь Зангеланского райкома Компартии (большевиков) Азербайджана | 10.03.1948      |            |
| 154        | Мамедов Иммам Али Худи оглы         | 1899 — ????             | Звеньевой виноградарского совхоза имени Азизбекова Министерства пищевой промышленности СССР, Азербайджанская ССР | 05.10.1949      |            |
| 155        | Мамедов Имран Исмаил оглы           | род. 1927               | Звеньевой колхоза «Социализм» Марнеульского района Грузинской ССР | 03.07.1950      |            |
| 156        | Мамедов Имран Сафаралы оглы         | 1902—1972               | Старший чабан колхоза имени Кагановича Ждановского района Азербайджанской ССР | 17.08.1948      | [ ГС 121 ] |
| 157        | Мамедов Иса Али оглы                | 11.07.1926 — 10.08.2007 | Первый секретарь Ленкоранского горкома Компартии Азербайджана | 27.12.1976      | [ ГС 122 ] |
| 158        | Мамедов Мамед Аскер оглы            | 1928 — 1998             | Первый секретарь Сабирабадского райкома Компартии Азербайджана | 03.10.1980      | [ ГС 123 ] |
| 159        | Мамедов Мамед Ахмед оглы            | 12.07.1913 — 13.06.1975 | Председатель колхоза имени Кирова Таузского района Азербайджанской ССР | 17.08.1948      |            |
| 160        | Мамедов Мамед Искендер оглы         | 25.06.1904 — 1981       | Председатель Ждановского райисполкома Азербайджанской ССР | 10.03.1948      | [ ГС 124 ] |
| 161        | Мамедов Мамед Мовсум оглы           | 19.04.1919 — ????       | Звеньевой виноградарского совхоза «Азербайджан» Министерства пищевой промышленности СССР, Азербайджанская ССР | 04.09.1950      |            |
| 162        | Мамедов Мамед Рза оглы              | 05.01.1916 — ????       | Бригадир колхоза имени Орджоникидзе Агдамского района Азербайджанской ССР | 25.07.1951      |            |
| 163        | Мамедов Мухтар Искендер оглы        | 14.05.1901 — 31.03.1980 | Председатель колхоза имени Орджоникидзе Агдамского района Азербайджанской ССР | 25.07.1951      | [ ГС 125 ] |
| 164        | Мамедов Наби Мамед оглы             | род. 1936               | Старший чабан колхоза села Заркенд Басаргечарского района Армянской ССР | 22.03.1966      | [ ГС 126 ] |
| 165        | Мамедов Надыр Байрам оглы           | род. 01.07.1928         | Звеньевой колхоза имени Низами Таузского района Азербайджанской ССР | 21.07.1949      |            |
| 166        | Мамедов Нусрат Худи оглы            | 19.12.1927 — 25.10.2016 | Бригадир тракторной бригады колхоза «Красный партизан» Астрахан-Базарского района Азербайджанской ССР | 23.06.1966      | [ ГС 127 ] |
| 167        | Мамедов Рза Али оглы                | род. 09.04.1927         | Начальник Всесоюзного промышленного объединения нефтяного машиностроения Министерства химического и нефтяного машиностроения СССР, гор. Баку Азербайджанской ССР                                                                                       | 11.04.1980      | [ ГС 128 ] |
| 168        | Мамедов Сафарали Ибрагим оглы       | 30.12.1929 — 22.03.2010 | Бригадир комплексной бригады треста № 4 Министерства промышленного строительства СССР, Азербайджанская ССР | 05.04.1971      | [ ГС 129 ] |
| 169        | Мамедов Тураб Сулейман оглы         | 10.05.1911 — 1986       | Председатель колхоза имени Тельмана Агдамского района Азербайджанской ССР | 10.03.1948      |            |
| 170        | Мамедов Юнус Мирза Мамед оглы       | 02.05.1900 — ????       | Председатель исполнительного комитета Нухинского районного Совета депутатов трудящихся Азербайджанской ССР | 01.07.1949      |            |
| 171        | Мамедов Юсуф Шихмамед оглы          | 1896 — ????             | Звеньевой колхоза имени Ворошилова Абракунисского района Нахичеванской АССР | 21.07.1949      |            |
| 172        | Мамедова Аджафназ Раджаф кызы       | род. 1924               | Звеньевая колхоза имени Жданова Болнисского района Грузинской ССР | 25.09.1950      |            |
| 173        | Мамедова Аси Али кызы               | род. 05.04.1928         | Звеньевая колхоза имени Сталина Карягинского района Азербайджанской ССР | 10.03.1948      |            |
| 174        | Мамедова Асмар Вели кызы            | 25.05.1911 — ????       | Звеньевая колхоза имени Молотова Казахского района Азербайджанской ССР | 10.03.1948      |            |
| 175        | Мамедова Гюльхара Иса кызы          | род. 19.02.1923         | Звеньевая колхоза имени Орджоникидзе Агдамского района Азербайджанской ССР | 25.07.1951      |            |
| 176        | Мамедова Гюлябатын Алыш кызы        | 14.01.1920 — ????       | Звеньевая колхоза имени Сталина Агджабединского района Азербайджанской ССР | 01.07.1949      |            |
| 177        | Мамедова Жамиля                     | 20.08.1923 — 19.06.2005 | Звеньевая колхоза «Бель-басар» Чуйского района Джамбулской области | 28.03.1948      | [ ГС 130 ] |
| 178        | Мамедова Иммилейла Али кызы         | 1916 — 24.02.2007       | Звеньевая колхоза имени Багирова Акстафинского района Азербайджанской ССР | 10.03.1948      | [ ГС 131 ] |
| 179        | Мамедова Мехпара Кара кызы          | 22.04.1910 — ????       | Звеньевая колхоза имени Тельмана Зангеланского района Азербайджанской ССР | 10.03.1948      |            |
| 180        | Мамедова Пакизар Курбан кызы        | 17.03.1913 — ????       | Звеньевая колхоза имени Фрунзе Куткашенского района Азербайджанской ССР | 17.06.1950      |            |
| 181        | Мамедова Согат Баба кызы            | род. 1931               | Звеньевая колхоза «Совет» Нухинского района Азербайджанской ССР | 17.06.1950      |            |
| 182        | Мамедова Сона Аббас Али кызы        | род. 16.04.1928         | Звеньевая виноградарского совхоза «Азербайджан» Министерства пищевой промышленности СССР, Азербайджанская ССР | 04.09.1950      |            |
| 183        | Мамедова Сугра Мамед Гасан кызы     | род. 22.03.1926         | Звеньевая виноградарского совхоза имени Азизбекова Министерства пищевой промышленности СССР, Азербайджанская ССР | 05.10.1949      |            |
| 184        | Мамедова Умай Алекпер кызы          | род. 08.03.1925         | Звеньевая виноградарского совхоза имени Азизбекова Министерства пищевой промышленности СССР, Азербайджанская ССР | 05.10.1949      |            |
| 185        | Мамедова Ясаман Нифталы кызы        | 1924 — 17.03.2019       | Звеньевая колхоза «Искра» Акстафинского района Азербайджанской ССР | 12.07.1950      |            |
| 186        | Мамедрагимова Минара Абдул Али кызы | род. 21.10.1922         | Звеньевая колхоза имени Фрунзе Куткашенского района Азербайджанской ССР | 17.08.1950      |            |
| 187        | Мамедтачев Беки                     | 1910 — ????             | Управляющий второй фермой каракулеводческого совхоза «Равнина» Министерства внешней торговли СССР, Байрам-Алийский район Марыйской области | 15.09.1948      | [ ГС 132 ] |
| 188        | Мамиев Мухамед                      | 1921 — ????             | Бригадир колхоза имени Сталина сельсовета Тэзе-Четыр Ильялинского района Ташаузской области | 30.07.1951      | [ ГС 133 ] |
| 189        | Мамин Владимир Фёдорович            | 27.12.1925 — 11.02.2003 | Токарь-расточник Пензенского завода вычислительных электронных машин Министерства электронной промышленности СССР | 26.04.1971      | [ ГС 134 ] |
| 190        | Мамиров Пилтан                      | 1929—2000               | Звеньевой колхоза «Кзыл-Оскер» Келесского района Южно-Казахстанской области | 28.03.1948      | [ ГС 135 ] |
| 191        | Мамисашвили Дмитрий Александрович   | 1921 — ????             | Председатель колхоза села Велисцихе Гурджаанского района Грузинской ССР | 02.04.1966      | [ ГС 136 ] |
| 192        | Мамичев Фёдор Фролович              | 1910—1975               | Старший сварщик рельсо-балочного цеха Енакиевского металлургического завода, Сталинская область | 19.07.1958      | [ ГС 137 ] |
| 193        | Мамишев Захид Бейляр оглы           | 10.01.1928 — 17.04.1980 | Шофёр Кировобадской автоколонны Министерства автомобильного транспорта и шоссейных дорог Азербайджанской ССР | 05.10.1966      | [ ГС 138 ] |
| 194        | Мамкин Вячеслав Андреевич           | 23.11.1929 — 15.10.1991 | Бригадир сталеваров Государственного завода «Большевик» Министерства общего машиностроения СССР, гор. Ленинград | 26.04.1971      | [ ГС 139 ] |
| 195        | Мамлев Андрей Дмитриевич            | 01.09.1924 — 2012       | Бригадир слесарей Адмиралтейского завода Министерства судостроительной промышленности, гор. Ленинград | 26.04.1971      | [ ГС 140 ] |
| 196        | Мамлеев Диниахмед Набиулевич        | 07.11.1905 — 21.08.1976 | Управляющий строительно-монтажным трестом «Череповецметаллургстрой» Вологодского совнархоза | 09.08.1958      | [ ГС 141 ] |
| 197        | Мамон Кузьма Тарасович              | 05.04.1905 — 27.02.1976 | Бригадир колхоза «Заповит Ильича» Шевченковского района Харьковской области | 07.05.1948      | [ ГС 142 ] |
| 198        | Мамонов Александр Александрович     | 1914 — 11.08.1978       | Председатель колхоза имени Жданова Кавказского района Краснодарского края | 22.03.1966      |            |
| 199        | Мамонов Митрофан Мамонович          | 05.08.1913 — 29.07.1996 | Первый секретарь Острогожского райкома КПСС, Воронежская область | 08.04.1971      | [ ГС 143 ] |
| 200        | Мамонов Михаил Иванович             | 31.10.1917 — 28.12.2002 | Председатель колхоза имени XXII партсъезда Сальского района Ростовской области | 13.03.1981      | [ ГС 144 ] |
| 200.000004 | Мамонова Мария Михайловна           | 1925 — ????             | Звеньевая колхоза имени Кирова района имени 28 Гвардейцев Талды-Курганской области | 10.09.1949      | [ ГС 145 ] |
| 201        | Мамонтов Фёдор Иванович             | 02.05.1914 — 18.08.1989 | Председатель колхоза «Ленинский путь» Новокубанского района Краснодарского края | 30.04.1966      | [ ГС 146 ] |
| 202        | Мамонтова Валентина Николаевна      | 07.07.1895 — 20.05.1982 | Заведующая лабораторией селекции и семеноводства яровой пшеницы Научно-исследовательского института сельского хозяйства Юго-Востока, гор. Саратов | 13.09.1965      | [ ГС 147 ] |
| 203        | Мамров Василий Яковлевич            | 22.07.1928 — 04.08.2013 | Председатель колхоза имени М. Горького Ленинского района Московской области | 17.08.1988      | [ ГС 148 ] |
| 204        | Мамулашвили Венера Васильевна       | род. 1932               | Бригадир Тбилисской птицефабрики, Грузинская ССР | 02.04.1966      | [ ГС 149 ] |
| 205        | Мамунц Самвел Ваниевич              | 20.06.1925 — 07.06.2011 | Директор совхоза имени XXII партсъезда Мардакертского района Нагорно-Карабахской автономной области | 27.12.1976      | [ ГС 150 ] |
| 206        | Мамуня Василий Захарович            | 26.12.1924 — 12.01.1999 | Председатель колхоза имени Карла Маркса Маловисковского района Кировоградской области | 08.04.1971      | [ ГС 151 ] |
| 207        | Мамыров Аманкан                     | род. 1944               | Звеньевой совхоза «Кетмень-Тюбе» Токтогульского района Таласской области | 16.03.1981      | [ ГС 152 ] |
| 208        | Мамытов Максут                      | 15.05.1927 — 11.01.1997 | Старший чабан совхоза «Джурунский» Мугоджарского района Актюбинской области | 08.04.1971      | [ ГС 153 ] |
| 209        | Мамышева Евдокия Владимировна       | 14.03.1916 — 26.04.2001 | Главный врач больницы имени В. В. Куйбышева, гор. Ленинград | 04.02.1969      | [ ГС 154 ] |
| 210        | Манагадзе Леван Софронович          | 1895 — ????             | Звеньевой колхоза имени Сталина Болнисского района Грузинской ССР | 03.07.1950      | [ ГС 155 ] |
| 211        | Манаева Анастасия Кирилловна        | 06.02.1927 — 01.10.2012 | Звеньевая колхоза «20-я годовщина Октября» Острогожского района Воронежской области | 18.01.1948      | [ ГС 156 ] |
| 212        | Манаенко Яков Иванович              | 14.10.1912 — 23.08.1990 | Свинарь совхоза «Терек» Моздокского района Северо-Осетинской АССР | 22.03.1966      | [ ГС 157 ] |
| 213        | Манаков Валентин Семёнович          | 12.02.1937 — 09.03.2015 | Капитан — помощник механика теплохода «ОТ-2032» Западно-Сибирского речного пароходства Министерства речного флота РСФСР, Новосибирская область | 02.04.1981      | [ ГС 158 ] |
| 214        | Манасбаев Нурбай                    | 1883 — ????             | Старший чабан колхоза «Кара-Су» Меркенского района Джамбулской области | 23.07.1948      | [ ГС 159 ] |
| 215        | Манасов Тулеу                       | 1927 — ????             | Старший чабан колхоза «Арал» Иргизского района Актюбинской области | 07.10.1949      | [ ГС 160 ] |
| 216        | Манасян Гарник Хачатурович          | 1930 — 20.12.2008       | Бригадир комплексной бригады треста «Каджаранстрой» Министерства промышленного строительства СССР, Армянская ССР | 05.04.1971      | [ ГС 161 ] |
| 217        | Манахтин Анатолий Яковлевич         | 27.10.1927 — 23.08.1996 | Слесарь-водитель Московского автомобильного завода имени И. А. Лихачёва Министерства автомобильной промышленности СССР | 03.01.1974      | [ ГС 162 ] |
| 218        | Мангошвили Иван Васильевич          | 1904 — ????             | Заведующий отделом сельского хозяйства Цителцкаройского района Грузинской ССР | 25.11.1950      |            |
| 219        | Манджавидзе Абесалом Еспитович      | 1880 — ????             | Звеньевой колхоза «Имеди» Орджоникидзевского района Грузинской ССР | 05.09.1950      | [ ГС 163 ] |
| 220        | Мандзулашвили Варден Давидович      | 1924 — ????             | Машинист листоформовочной машины Каспского цементного завода Министерства промышленности строительных материалов СССР, Грузинская ССР | 07.05.1971      | [ ГС 164 ] |
| 221        | Мандрыкин Андрей Александрович      | 1907 — 27.01.1957       | Директор Восточинской МТС, Краснотуранский район Красноярского края | 10.04.1948      | [ ГС 165 ] |
| 222        | Мандыч Иван Гаврилович              | 1928—1992               | Машинист бумагоделательной машины Соликамского целлюлозно-бумажного комбината Министерства лесной, целлюлозно-бумажной и деревообрабатывающей промышленности СССР, Пермская область                                                                    | 17.09.1966      | [ ГС 166 ] |
| 223        | Манжура Евгений Михайлович          | 04.03.1926 — 14.02.1968 | Мастер вагонного депо Краснодар Северо-Кавказской железной дороги, Краснодарский край | 04.08.1966      | [ ГС 167 ] |
| 224        | Манин Евгений Николаевич            | 10.03.1929 — 16.03.2016 | Комбайнёр совхоза «Уральский» Первомайского района Оренбургской области | 29.11.1968      | [ ГС 168 ] |
| 225        | Манина Елена Ивановна               | 10.10.1922 — 11.03.2014 | Учительница Поречской восьмилетней школы-интерната Гродненского района Гродненской области | 01.07.1968      | [ ГС 169 ] |
| 226        | Манифет Анатолий Иванович           | 18.01.1922 — 18.04.2002 | Комбайнёр Приморско-Ахтарской МТС Краснодарского края | 25.08.1953      | [ ГС 170 ] |
| 227        | Маничкин Кузьма Григорьевич         | 14.11.1927 — 10.05.2001 | Звеньевой совхоза «Пронский» Пронского района Рязанской области | 23.12.1976      | [ ГС 171 ] |
| 228        | Маниязов Ниязжан                    | 1898 — ????             | Звеньевой племенного молочного совхоза «Вревский» № 4 Министерства совхозов СССР, Чиназский район Ташкентской области | 17.05.1951      |            |
| 229        | Маннанов Назирулла                  | 16.03.1909 — 22.09.1981 | Председатель колхоза имени Сталина Орджоникидзевского района Ташкентской области | 11.01.1957      | [ ГС 172 ] |
| 230        | Маннапов Назрилла                   | 1930 — 07.07.2009       | Слесарь-сборщик Ташкентского авиационного производственного объединения имени В. П. Чкалова Министерства авиационной промышленности СССР | 10.02.1981      | [ ГС 173 ] |
| 231        | Манник Михаил Данилович             | 13.06.1908 — 17.07.1983 | Комбайнёр Семяновской МТС Павлоградского района Омской области | 05.04.1951      | [ ГС 174 ] |
| 232        | Маннов Рудольф Густавович           | 30.10.1922 — 19.08.2004 | Председатель колхоза «Рахва выйт» Харьюского района Эстонской ССР | 01.03.1958      | [ ГС 175 ] |
| 233        | Маношина Надежда Александровна      | 17.09.1917 — 09.02.1995 | Заведующая отделением районной больницы Чулымского района Новосибирской области | 04.02.1969      | [ ГС 176 ] |
| 234        | Мансуров Усман                      | 1920 — ????             | Директор совхоза имени 50-летия Октября Избасканского района Андижанской области | 08.04.1971      |            |
| 235        | Мансурова Марджан Кахраман кызы     | 01.07.1908 — ????       | Звеньевая колхоза «VIII съезд» Астрахан-Базарского района Азербайджанской ССР | 01.07.1949      |            |
| 236        | Мануйленко Евдокия Васильевна       | 1900 — ????             | Звеньевая колхоза «Искра» Ленинск-Кузнецкого района Кемеровской области | 25.02.1949      | [ ГС 177 ] |
| 237        | Мануйлов Николай Данилович          | 29.05.1927 — 24.05.1987 | Монтажник Куйбышевгидростроя Министерства электростанций СССР, Куйбышевская область | 09.08.1958      | [ ГС 178 ] |
| 238        | Мануковский Николай Фёдорович       | 15.10.1926 — 28.09.1995 | Бригадир тракторной бригады колхоза имени Кирова Ново-Усманского района Воронежской области | 25.12.1959      | [ ГС 179 ] |
| 239        | Манукян Амбарцум Гегамович          | род. 1931               | Бригадир комплексной бригады строительного управления Армянской атомной электростанции Министерства энергетики и электрификации СССР, Армянская ССР | 03.01.1974      | [ ГС 180 ] |
| 240        | Манукян Грануш Мамиконовна          | 1927 — ????             | Звеньевая колхоза «КИМ» Октемберянского района Армянской ССР | 14.06.1950      | [ ГС 181 ] |
| 241        | Манукян Давид Саакович              | 1902 — ????             | Бригадир колхоза имени Сталина Арташатского района Армянской ССР | 21.07.1950      | [ ГС 182 ] |
| 242        | Манукян Ефрем Хачикович             | 1910 — ????             | Бригадир колхоза «Красный Октябрь» Гульрипшского района Абхазской АССР | 03.07.1950      | [ ГС 183 ] |
| 243        | Манукян Мехак Айрапетович           | 1923—2003               | Звеньевой колхоза «Кармир Октембер» Нор-Баязетского района Армянской ССР | 02.02.1948      | [ ГС 184 ] |
| 244        | Манукян Парандзем Оганесовна        | 1914 — ????             | Звеньевая колхоза имени Калинина Микоянского района Армянской ССР | 16.04.1949      | [ ГС 185 ] |
| 245        | Манукян Рафаел Татевосович          | 1907 — ????             | Бригадир колхоза имени Орджоникидзе Октемберянского района Армянской ССР | 14.06.1950      | [ ГС 186 ] |
| 246        | Манукян Соник Хачатуровна           | 1925—2007               | Звеньевая колхоза «Лен уги» Октемберянского района Армянской ССР | 14.06.1950      | [ ГС 187 ] |
| 247        | Мануров Рашид Нигматуллович         | 18.07.1926 — 21.07.1993 | Машинист электровоза локомотивного депо Дёма Куйбышевской железной дороги, Башкирская АССР | 04.08.1966      | [ ГС 188 ] |
| 248        | Мануха Анна Степановна              | 22.03.1924 — 08.01.1994 | Трактористка колхоза «Прогресс» Роменского района Сумской области | 22.12.1977      |            |
| 249        | Манцкава Христофор Эрастиевич       | 18.01.1906 — ????       | Председатель исполнительного комитета Ланчхутского районного Совета депутатов трудящихся Грузинской ССР | 29.08.1949      | [ ГС 189 ] |
| 250        | Манченко Антонина Павловна          | 20.07.1926 — ????       | Звеньевая совхоза имени Карла Маркса Джувалинского района Джамбулской области | 10.12.1973      | [ ГС 190 ] |
| 251        | Манылов Василий Маркелович          | 08.08.1917 — 15.12.1998 | Звеньевой колхоза «Заветы Ильича» Канского района Красноярского района | 21.02.1949      | [ ГС 191 ] |
| 252        | Манько Леонид Степанович            | 20.08.1915 — 26.02.1976 | Председатель колхоза «Алма-Ата» Энбекшиказахского района Алма-Атинской области | 22.03.1966      | [ ГС 192 ] |
| 252.000005 | Манько Лидия Николаевна             | 12.02.1928 — 1997       | Звеньевая колхоза «Комсомолец» Павловского района Краснодарского края | 10.02.1949      | [ ГС 193 ] |
| 253        | Маньковский Иван Васильевич         | 04.10.1895 — 15.03.1943 | Начальник службы сигнализации и связи Калининской железной дороги, Калининская область | 05.11.1943      | [ ГС 194 ] |
| 254        | Манякин Гавриил Степанович          | 14.04.1914 — 05.04.1969 | Бригадир колхоза «Герой Труда» Панинского района Воронежской области | 07.05.1948      | [ ГС 195 ] |
| 255        | Манякин Сергей Иосифович            | 07.11.1923 — 04.01.2010 | Первый секретарь Омского обкома КПСС | 05.11.1983      | [ ГС 196 ] |

| Навигационная таблица | Навигационная таблица |
| --------------------- | --------------------- |
| «М»                   | Маады — Макушев       |
| «М»                   | Малай — Манякин       |
| «М»                   | Мараев — Маяцкий      |
| «М»                   | Мгеладзе — Мжавия     |
| «М»                   | Мигаев — Мищихин      |
| «М»                   | Мкртычян — Мощенков   |
| «М»                   | Мравинский — Мячин    |